# Kaindorf an der Sulm
Kaindorf an der Sulm è una frazione di 2 544 abitanti del comune austriaco di Leibnitz, nel distretto di Leibnitz (Stiria). Già comune mercato autonomo, il 1º gennaio 2015 è stato aggregato a Leibnitz assieme all'altro comune soppresso di Seggauberg.